# Or nordique
L'or nordique (du suédois nordiskt guld), parfois appelé « alliage nordique », est un alliage de cuivre composé de 89 % de cuivre, 5 % de zinc, 5 % d'aluminium et 1 % d'étain. Malgré son nom, il ne contient pas d'or et on ne peut le confondre avec lui, car il n'a pas le même aspect, ni la même masse volumique.

## Utilisation

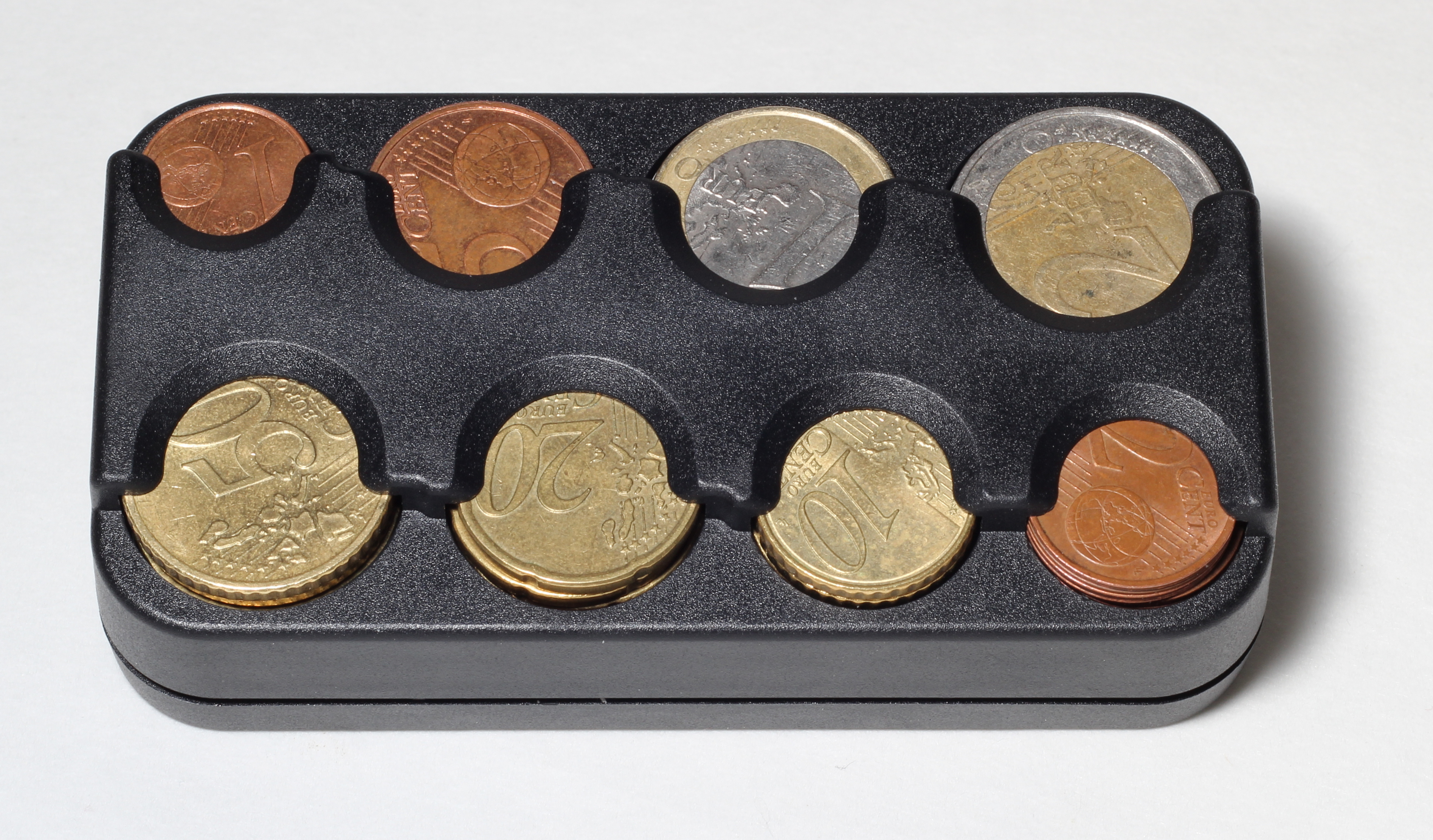
L'or nordique est utilisé principalement pour les pièces de 10, 20 ou 50 centimes d'euro.

Cet alliage a été développé par Mariann Sundberg quand elle travaillait pour la société finlandaise Outokumpu. Cet alliage a d'abord été utilisé pour la frappe des pièces de 10  couronnes suédoises en 1991.
Aujourd'hui, il est utilisé principalement pour les pièces de 10, 20 et 50 centimes d'euro, les pièces de 10 et 5 couronnes suédoises et les pièces de 2 zlotys commémoratives.
Il présente divers avantages : 
- Non-allergénique[3].
- Antifongique [4]
- Faible qualité antimicrobienne[5]
- Résistance au ternissement[5]

La Banque centrale européenne a dit de cet alliage qu'il était difficile à fondre et utilisé exclusivement pour les pièces.